# 阿卢阿涅
阿卢阿涅（法語：Allouagne，法語發音：[alwaɲ]）是法国上法蘭西大區加来海峡省的一个市镇，属于贝蒂讷区。

## 地理
阿卢阿涅（50°31'50"N, 2°30'29"E）面积7.81 平方千米，位于法国上法蘭西大區加来海峡省，该省份为法国北部沿海省份，西北濒北海，南至索姆省，东临北部省。
与阿卢阿涅接壤的市镇（或旧市镇、城区）包括：利莱尔、洛赞盖姆、拉皮尼瓦、欧谢勒、比尔比尔、绍克、戈内姆。
阿卢阿涅的时区为UTC+01:00、UTC+02:00（夏令时）。

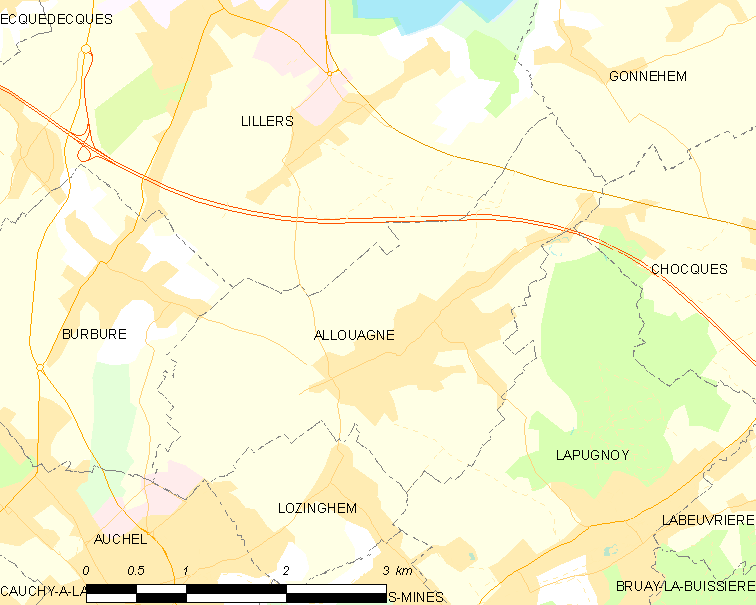
阿卢阿涅的OSM定位图

## 行政
阿卢阿涅的邮政编码为62157，INSEE市镇编码为62023。

## 政治
阿卢阿涅所属的省级选区为利莱尔县。

## 人口

1962-2008年间阿卢阿涅人口变化图示

阿卢阿涅于2022年1月1日时的人口数量为2837人。